# João Semana
João Semana é uma série de televisão portuguesa exibida pela RTP1 em 2005. Criada e escrita por Francisco Moita Flores.
A história transforma em principal a icónica personagem João Semana, criado por Júlio Dinis no romance As Pupilas do Senhor Reitor. É o guia que nos conduz do Portugal antigo ao Portugal moderno que então começa a surgir, hesitante e medroso.
A série procura fazer um retrato de um velho médico provinciano generoso e altruísta, que simboliza um Portugal rural em mutação social e política na segunda metade do século XIX.
Os exteriores foram filmados em São João da Pesqueira, uma vila encastrada no Alto Douro Vinhateiro, cenário ideal para os ambiente rurais do século XIX.  

## Elenco[1]
- Nicolau Breyner - João Semana
- João d'Ávila - Reitor António
- Teresa Madruga - Engrácia
- José Eduardo - Regedor Ofélio
- Carla Chambel - Francisca
- João Lagarto - José das Dornas
- Filipe Duarte - Zé do Telhado
- Carmen Santos - Teresa
- Paula Lobo Antunes - Clara
- Margarida Miranda - Margarida
- Gonçalo Diniz - Pedro das Dornas
- André Nunes - Daniel das Dornas
- Orlando Costa - Bonifácio
- João Maria Pinto - João da Esquina
- Lucinda Loureiro - Inácia
- Cristina Cavalinhos - Joana
- José Topa - Tadeu Alves Trindade
- Cremilda Gil - Joaquina
- António Melo - Joaquim do Telhado
- Canto e Castro - Florêncio (Mestre-Escola)
- Carlos Santos - Rodrigo da Fonseca Magalhães
- Filomena Gonçalves - "Maluca"
- Rui Mendes - Henrique Nogueira
- Ana Bustorff - "Maria da Fonte"
- António Évora - José Estevão
- Fernando Lupach - Avarento
- Inês Almeida - Irene
- José Moreira - Adriano Carvalho e Melo
- Nuno Nunes - Francisco
- Patrícia André - Rita
- Sérgio Gomes - Zé Pequeno
- Vítor Rocha - Carcereiro